# Улица Урицкого (Екатеринбург)
У́лица Ури́цкого (до 1919 года — 2-й Богоявленский переулок) расположена между Площадью 1905 года и улицей Антона Валека в Центральном жилом районе Екатеринбурга (Верх-Исетский административный район), к улице отнесен единственный дом № 7. Протяженность улицы с севера на юг составляет 300 м. Своё современное название улица получила в честь руководителя петроградского ЧК М. С. Урицкого. На данный момент небольшая часть улицы перекрыта, из-за строительства ЖК на Октябрьской площади

## История и достопримечательности
Формирование улицы началось в 1730-х годах в границах Екатеринбургской крепости, улица отчётлива видна на планах Екатеринбурга после 1785 года. Первоначальное название было получено улицей по деревянной Богоявленской церкви (1747).
В дореволюционном Екатеринбурге на улицу выходили восточный фасад так называемых «коробковских домов» — пристроенных один к другому зданий (архитектор М. П. Малахов), позднее украшенных вычурным декором и башенками, здание торгового дома А. Н. Захо и товарищества «Блок» (торговля велосипедами), западный фасад здания занимал Сибирский торговый банк. В одном из «коробковских домов» в 1920—1957 годах проживал известный уральский скульптор И. А. Камбаров. В 1990-е годы на участке примыкания к улице Антона Валека улица Урицкого почти полностью застроена большим 5—7—9-этажным «элитным» жилым домом с административными помещениями, оказавшимся после реконструкции и сноса других зданий единственным, отнесенным по адресу к улице (дом № 7, сдан в 1997, площади квартир от 84 до 237 м²).

## Транспорт
Движение общественного транспорта по улице не осуществляется. Ближайшая остановка «Площадь 1905 года»